# Watt
Ne doit pas être confondu avec Watt-heure ou James Watt.
Pour les articles ayant des titres homophones, voir Houat et Ouate.
Pour les articles homonymes, voir Watt (homonymie).
Le watt, de symbole W, est l'unité dérivée de puissance ou de flux énergétique (dont le flux thermique). Un watt équivaut à un joule par seconde.
Le nom « watt » rend hommage à l'ingénieur écossais James Watt (1736-1819) qui a contribué au développement de la machine à vapeur. Comme tous les noms d'unités du Système international, « watt » est un nom commun. Il s'écrit donc en minuscule (et prend en français la marque du pluriel). Mais comme il provient d'un nom propre, le symbole associé W s'écrit avec une majuscule.

## Définition
Le watt est une unité dérivée du Système international. Il fait partie des 22 unités dérivées possédant un nom spécial et un symbole particulier. Le watt représente la puissance d'un système dans lequel une énergie d'un joule est transférée uniformément pendant une seconde. Un watt vaut ainsi un joule par seconde ou, en unités de base, un kilogramme mètre carré par seconde cube, soit : {\displaystyle 1\;\mathrm {W=1\;J\;s^{-1}=1\;kg\;m^{2}\;s^{-3}} }.

### Multiples communs
- Le kilowatt (kW), soit 1 000 watts (103 W), est une unité fréquemment utilisée pour définir la puissance des moteurs, électriques ou thermiques.
- Le mégawatt (MW), soit un million de watts (106 W), est l'unité des grosses unités électriques : la puissance d'une locomotive électrique est de quelques MW. Cette unité est fréquemment utilisée en production électrique : un réacteur nucléaire français a une puissance installée comprise entre 500 et 1 650 MW électriques.
- Le gigawatt (GW), soit un milliard de watts (109 W). La puissance moyenne des réacteurs nucléaires français est de 1 GW.
- Le térawatt (TW), soit mille milliards de watts (1012 W), est utilisé pour des évaluations globales de puissance.
- Le pétawatt (PW), soit un million de milliards de watts (1015 W), est une gamme de puissance pouvant être atteinte en concentrant l'énergie d'une impulsion laser de puissance de 30 J dans une unique et très brève (30 femtosecondes) impulsion de lumière.

## Origine
Le watt doit son nom à l'inventeur écossais James Watt. Le nom de l'unité est initialement proposé par Carl Wilhelm Siemens en août 1882 dans un discours au cinquante-deuxième congrès de la British Science Association.
En octobre 1908, lors de la Conférence internationale sur les unités et les normes électriques à Londres, des définitions dites « internationales » sont établies pour les unités électriques pratiques. La définition de Siemens est adoptée comme le watt « international ». Le watt est défini comme égal à 107 unités de puissance dans le « système pratique » d'unités. Les « unités internationales » sont dominantes de 1909 à 1948. Après la 9e Conférence générale des poids et mesures de 1948, le watt « international » est redéfini en utilisant les unités absolues (c'est-à-dire en utilisant uniquement la longueur, la masse et le temps). Concrètement, cela signifie que 1 W est dès lors défini comme la quantité d'énergie transférée dans une unité de temps, à savoir 1 J/s. Dans cette nouvelle définition, 1 watt « absolu » vaut 1,00019 watt « international ». Les textes écrits avant 1948 sont susceptibles d'utiliser le watt « international », ce qui implique une certaine prudence lors de la comparaison des valeurs numériques de cette période avec le watt postérieur à 1948. En 1960, la 11e Conférence générale des poids et mesures adopte le watt « absolu » dans le Système international d'unités (SI) comme unité de puissance.

## Utilisation

### En mécanique
En mécanique, le watt est la puissance développée par une force de 1 newton se déplaçant sur une distance de 1 mètre pendant 1 seconde. Si le point d'application d'une force de 1 newton se déplace à la vitesse de 1 mètre par seconde, la puissance vaut 1 watt :
{\displaystyle P={\frac {\mathrm {d} W}{\mathrm {d} t}}=F{\frac {\mathrm {d} l}{\mathrm {d} t}}=F\,v}
avec :
- P : puissance (watts) ;
- W : travail (joules) ;
- t : temps (secondes) ;
- F : force (newtons) ;
- l : distance (mètres) ;
- v : vitesse (mètres par seconde).

### En électricité

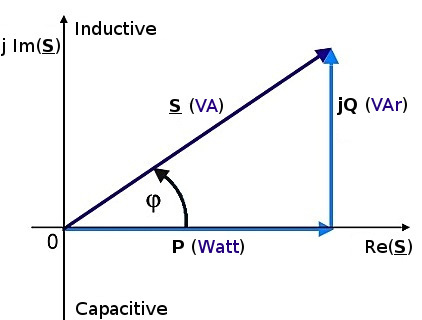
Diagramme complexe de la puissance en régime alternatif :
Active ou Réelle P, en watts, W)
Réactive (Q, en voltampères réactifs, VAr)
Complexe (S, en voltampères, VA)
Apparente (abs(S), en voltampères, VA).

En électricité, le watt est l'unité de puissance d'un système débitant ou absorbant une intensité de 1 ampère sous une tension de 1 volt. La puissance instantanée est le produit de la tension par l'intensité :
{\displaystyle P(t)=U(t)\,I(t)}
avec :
- P(t) : puissance, fonction du temps t (watts) ;
- U(t) : tension électrique, fonction du temps t (volts) ;
- I(t) : intensité du courant électrique, fonction du temps t (ampères).

En intégrant cette puissance sur un temps de 1 heure, on obtient une quantité d'énergie dont l'unité pratique courante est le kilowattheure équivalent à 3 600 000 joules.
Pour les courants alternatifs on définit aussi la puissance moyenne et la puissance efficace. Elles s'expriment également en watts.

### Watt lumineux
Le watt peut avoir deux significations en matière de caractérisation de la lumière :
- en physique, il mesure le flux énergétique ;
- il a longtemps été, abusivement, utilisé comme unité de mesure de luminosité des lampes à incandescence à partir de leur consommation électrique — cette correspondance entre luminosité et consommation électrique a, en principe, disparu. Avec les ampoules fluocompactes et les LED voit arriver l'usage des mesures d'intensité lumineuse en candelas et de flux lumineux en lumens.

## Unités dérivées
Le watt est utilisé afin de définir plusieurs grandeurs dérivées. Il sert ainsi pour définir le flux thermique surfacique et l'irradiance (watt par mètre carré), la conductivité thermique (watt par mètre kelvin), l'intensité énergétique (watt par stéradian) et la luminance énergétique (watt par mètre carré stéradian).

## Watt électrique et watt thermique
Les termes techniques « watt électrique » (We) et « watt thermique » (Wt ou Wth) correspondent à la puissance produite sous forme électrique et sous forme thermique, respectivement. Cette précision est utilisée couramment pour distinguer la production électrique de la dissipation thermique d'une centrale thermique. La puissance d'une centrale est généralement exprimée sous forme de puissance électrique. La puissance thermique d'une centrale nucléaire est typiquement trois fois sa puissance électrique. La différence correspondant au rendement thermodynamique (directement lié à la température de fonctionnement) et aux pertes de conversion, étant donné que la transformation d'énergie thermique en énergie électrique ne peut se faire qu'avec des pertes (rendement de l'ordre de 30 à 40 %). Elle explique le besoin de refroidissement important des centrales thermiques. Par exemple, la centrale nucléaire d'Embalse en Argentine génère 2 109 MW de chaleur (2 109 MWth) pour seulement 648 MW d'électricité (648 MWe).
Cet usage (de symboles munis d'indices) n'est pas recommandé par le Bureau international des poids et mesures (BIPM), qui considère qu'il n'y a qu'un seul watt : c'est la quantité mesurée qui change, pas l'unité utilisée pour la mesure. De façon générale, « le symbole de l’unité ne doit pas être utilisé pour fournir des informations spécifiques sur la grandeur en question et il ne doit jamais être la seule source d'information sur la grandeur. Les unités ne doivent jamais servir à fournir des informations complémentaires sur la nature de la grandeur ; ce type d’information doit être attaché au symbole de la grandeur et non à celui de l’unité ».